# گمینا بارانووو
گمینا بارانووو (به لهستانی:  Gmina Baranowo) یک گمینا در لهستان است که در شهرستان اوستروونکا واقع شده‌است. گمینا بارانووو ۱۹۸٫۱۹ کیلومتر مربع مساحت و ۶٬۷۵۴ نفر جمعیت دارد.